# Johann Wiesel

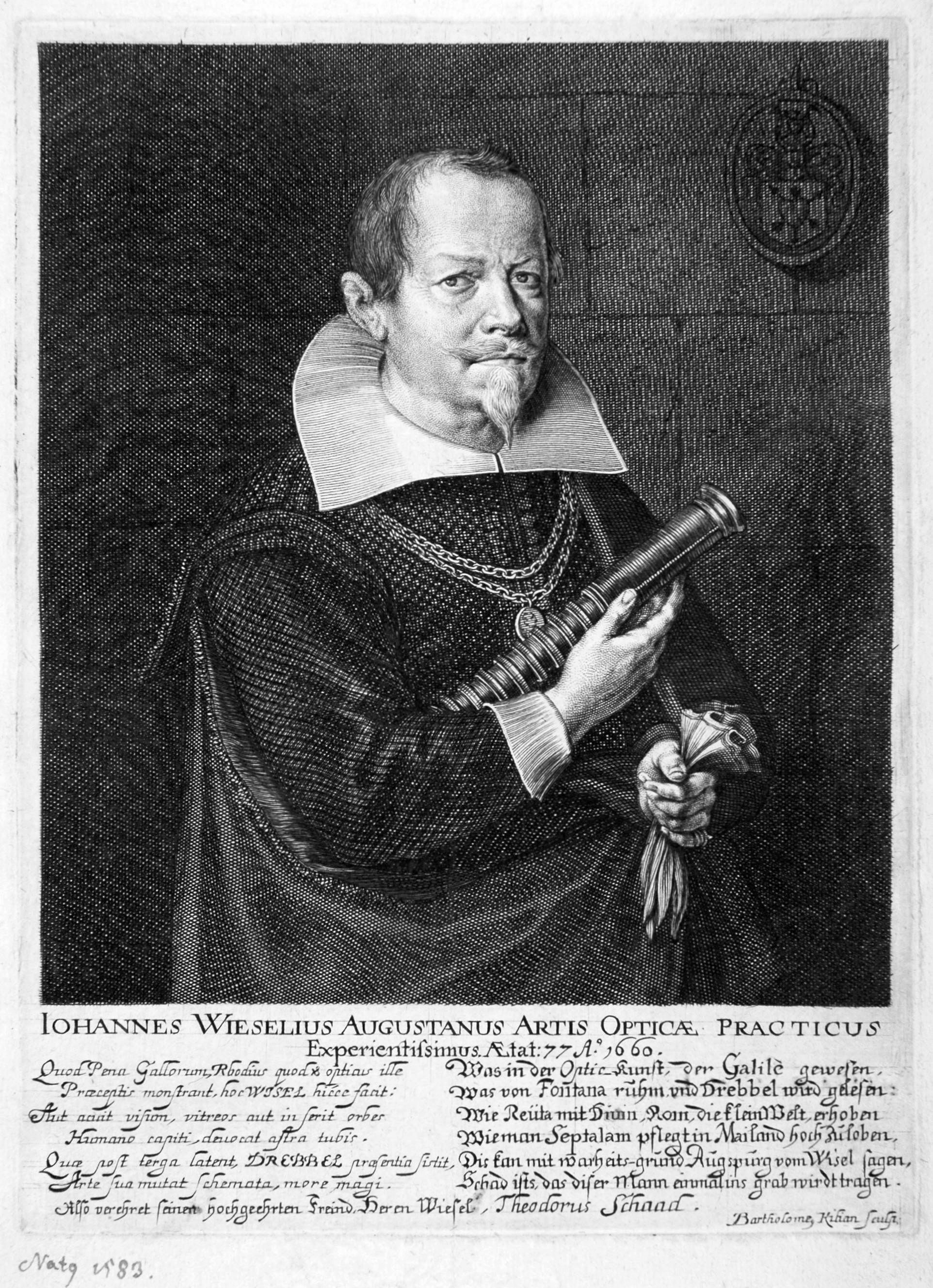
Johann Wiesel mit einem seiner Fernrohre. Kupferstich von Bartholomäus Kilian, 1660

Fernrohr mit Initialen I.W.A.O.F. (Iohann Wiesel Augustanus Opticus Fecit) Schloss Skokloster

Johann Wiesel (* 1583 in Burrweiler; † 27. März 1662 in Augsburg) war ein Optiker, Instrumentenbauer und der erste gewerbliche Fernrohrbauer im deutschen Raum.

## Leben
Johann Wiesel wurde 1583 in der Pfalz geboren. Das Fernrohr wurde 1608 von Hans Lipperhey in Holland erfunden. Der Kaufmann Thomas Barnet brachte im Jahr darauf ein erstes Fernrohr nach Augsburg, das er auf der Frankfurter Frühjahrsmesse 1609 erworben hatte. 1610 entdeckte Galileo Galilei mit dem Fernrohr die Jupitermonde. 1611 erschien in Augsburg die erste Theorie des Fernrohrs, Johannes Keplers Dioptrice, im Verlag von Marcus Welser.
Da Wiesel evangelisch war, wanderte er aus, als seine Heimat 1604 einen neuen, katholischen Lehnsherren bekam. Über sein Leben vor seiner Ankunft in Augsburg, und wann und wo er das Linsenschleifen erlernte, ist nichts bekannt. 1621 wurde er durch Heirat Augsburger Stadtbürger und wird als Schreiber bezeichnet. Er bot ab 1625 in Augsburg Brillen, Fernrohre, Laternen, Brenngläser, Spiegelapparate und Frühformen des Mikroskops zum Kauf an. Um 1630 arbeitete er für den Kaiser Ferdinand II. und den Kurfürsten von Bayern, Maximilian I., später auch für den dänischen König Christian IV. Er wird zunächst als Perspectivmacher, später als Opticus bezeichnet.
Ab 1643 arbeitete er mit Anton Maria Schyrleus de Rheita und entwickelte mit ihm zusammen das terrestrische Fernrohr (Erdfernrohr) mit vier konvexen Linsen. Dieses zeigt ein aufrechtes Bild und hat ein größeres Gesichtsfeld als die bisher bekannten Fernrohrtypen. Im Vorwort von Rheitas Oculus Enoch et Eliae (1645), in dem diese Erfindung beschrieben ist, rühmt er Wiesel als „den führenden Meister in dieser Kunst in ganz Europa“.
1645 wurde Wiesel durch seine zweite Heirat Mitglied der Kaufleutestube. 1649 wurde er in den Großen Rat der Stadt Augsburg gewählt und machte sich in den folgenden Jahren auch um die Ausbildung interessierter Augsburger Kaufleute verdient, so bildete er Johannes Koch von Gailenbach (1614–1693) aus.
Wiesel baute eine große Vielzahl von optischen Produkten: verschiedenste Fernrohre – sein größtes war ausgezogen ca. 6 m lang –, binokulare Ferngläser, Brillen jeder Art, Vergrößerungsgläser, Mikroskope, Periskope, Brennspiegel, sogenannte Landschaftsspiegel (als Zeichenhilfe), Windbrillen (zum Schutz gegen Straßenstaub), Flohbüchslein (Dosen zur Vergrößerung von Insekten) und andere Kuriositäten. Aus Bestellungen, Rechnungen und Dankesbriefen lässt sich entnehmen, dass Wiesels Fernrohre nach London, Paris, Antwerpen, Kopenhagen, Stockholm, Dresden, Danzig, Wien und Rom geliefert wurden.
1654 führte er die bereits im Fernrohr verwendete Feldlinse in das Mikroskop ein, die damals auch oft Kollektivlinse genannt wurde. (Fälschlicherweise wird diese Erfindung oft Balthasar de Monconys (1611–1665) zugerechnet. Monconys hatte das Mikroskop 1664 in Augsburg erworben.) Anerkennung bekam Wiesel von Giovanni Battista Riccioli (1651), Georg Philipp Harsdörffer (1651), Johannes Hevelius (1661) und Caspar Schott (1664, postum).
Wiesel signierte seine Instrumente, deren Linsen wohl meistens in Papprollen befestigt waren mit Johann Wiesel Augustanus Opticus. Seine Werkstatt wurde später von seinem Schwiegersohn Daniel Depiere weitergeführt.
Johann Wiesel lebte von 1637 bis 1642 im sogenannten Wieselhaus in Augsburg.

## Aufarbeitung von Wiesels Werk
Johann Wiesel war lange vergessen. Nur sehr wenige seiner Instrumente sind heute noch erhalten. In Wolfenbüttel fand sich sein Briefwechsel mit Herzog August und Fürst August zu Anhalt. Von besonderem Interesse sind Wiesels Produkt- und Preislisten, die zu den frühesten Quellen zur Geschichte der optischen Instrumente in Deutschland zählen.
Die Augsburger Staats- und Stadtbibliothek zeigte 2012 eine Ausstellung über Wiesel zu dessen 350. Todestag. Das denkmalgeschützte Wieselhaus im Äußeren Pfaffengäßchen 23 in Augsburg, ein Renaissancegebäude, das Johann Wiesel 1637 bis 1642 bewohnte, wurde von 2009 bis 2013 saniert und darin das Fugger und Welser Erlebnismuseum eingerichtet, das den Handelsdynastien der Fugger und Welser gewidmet ist.